# NGC 7822
NGC 7822 (другие обозначения — LBN 583, CED 214A) — эмиссионная туманность в созвездии Цефей.
Этот объект входит в число перечисленных в оригинальной редакции «Нового общего каталога».
Оцененное расстояние до туманности составляет от 800 до 1000 пк.